# Parada de Gatim
Parada de Gatim is een plaats (freguesia) in de Portugese gemeente Vila Verde en telt 781 inwoners (2001).